# رود آواش
رودخانه آواش رودخانه اصلی اتیوپی است. مسیر آن کاملاً در مرزهای اتیوپی است و در زنجیره ای از دریاچه‌های بهم پیوسته تخلیه می‌شود، که از دریاچه گارگوری آغاز، و با دریاچه ابه (یا ابه بد) در مرز با جیبوتی، در حدود ۱۰۰ کیلومتری (۶۰ یا ۷۰ مایل) از سمت خلیج تاجورهختم می‌شود. این جریان اصلی یک حوضه زهکشی آندروئیک است که بخش‌هایی از مناطق آماره، منطقه اورومیا و سومالی و همچنین نیمه جنوبی منطقه عفر را در بر می‌گیرد. طبق گفته هانتینگفورد، در قرن شانزدهم، رود آواش به عنوان رود بزرگ دیر خوانده می‌شد و در کشور مسلمانان قرار داشت.

## تاریخ

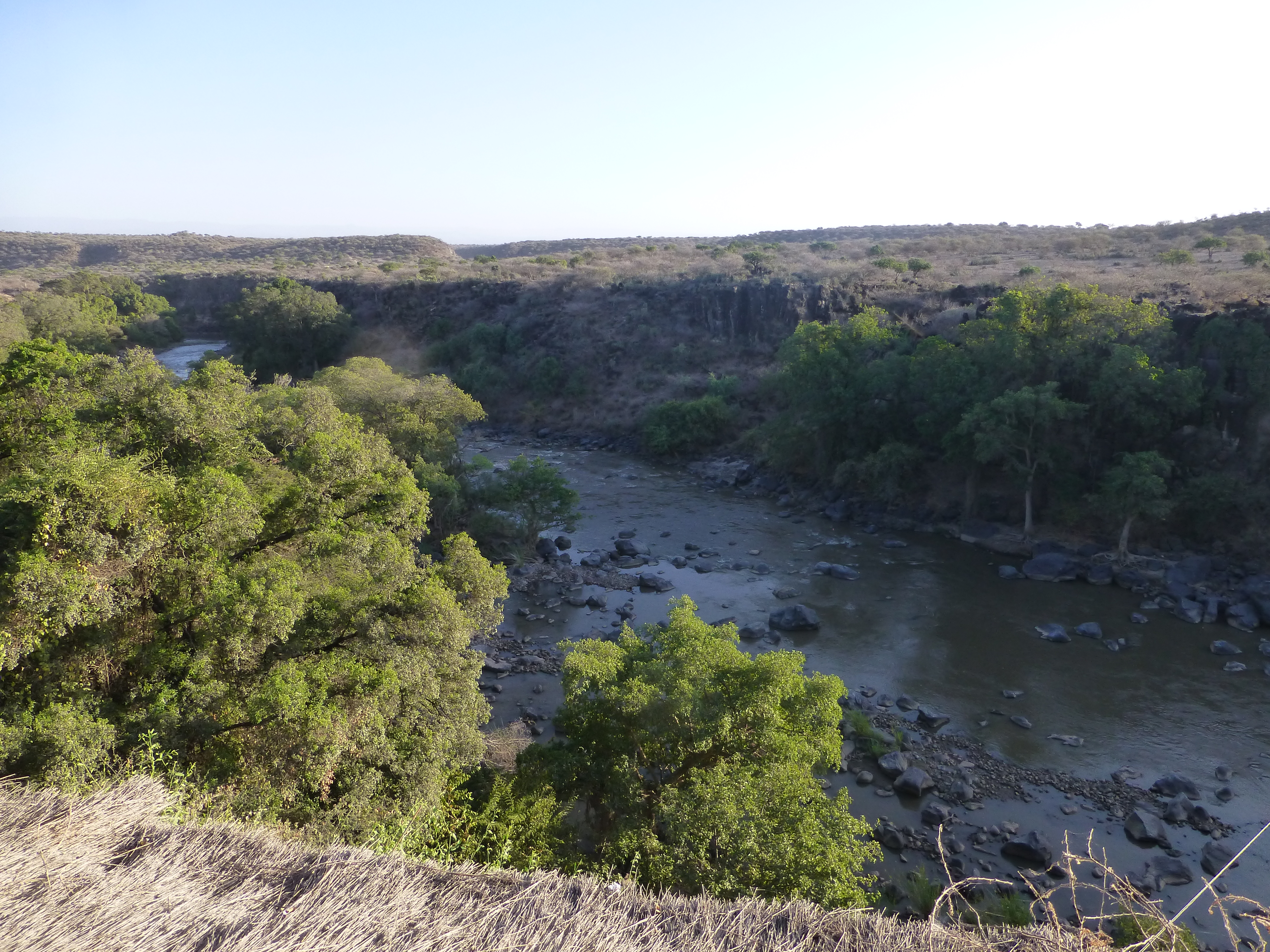
رودخانه آواش در پارک ملی آواش

انسان‌ها تقریباً از ابتدای گونه‌ها در دره آواش زندگی کرده‌اند. وسط میانه جایی است که تعداد بسیاری از بقایای انسان قبل از انسانیان پیدا شده‌است. دره آواش از حدود ۹ درجه سانتیگراد پایین دست، خانه سنتی مردم عفار است. دره آواش به عنوان بخشی از سرزمین‌های از استان‌های تاریخی یا پادشاهی گنجانده شده‌است Dawaro , Fatagar، IFAT و Shewa. به جز شووا، این استانها با ورود گروه‌هایی از مردم آماره در قرن شانزدهم ناپدید شدند.

## بیشتر خواندن
- Zewdu Tememew ملا، «ارزیابی ایمنی سد در سد کوکا، اتیوپی». کارشناسی ارشد پایان‌نامه، 2005. چکیده

This article incorporates text from a publication now in the public domain: Chisholm, Hugh, ed. (1911). "Abyssinia". Encyclopædia Britannica (به انگلیسی) (11th ed.). Cambridge University Press.